# Андриацима, Фанева Има
Фанева Има Андриацима (фр. Faneva Imà Andriatsima; родился 3 июня 1984, Антананариву) — мадагаскарский футболист, нападающий. Лучший бомбардир в истории сборной Мадагаскара.

## Клубная карьера
Уроженец Антананариву, столицы Мадагаскара, Андриацима начал футбольную карьеру в местном клубе «Сен-Мишель». С 2001 по 2007 год выступал за клуб «ЮСКА Фут», сыграв за него 60 матчей и забив 45 мячей в чемпионате Мадагаскара.
В 2007 стал игроком французского клуба «Нант». Будучи игроком «Нанта», выступал на правах аренды за «Канн» и «Булонь».
В июле 2009 года подписал контракт с «Амьеном». Впоследствии играл за французские клубы «Бове», «Кретей», «Сошо», «Гавр» и «Клермон».
В августе 2019 года стал игроком саудовского клуба «Абха».

## Карьера в сборной
С 2005 года выступает за национальную сборную Мадагаскара. В 2019 году был капитаном сборной Мадагаскара на первом в её истории Кубке африканских наций в Египте, забив гол в матче 1/8 финала против Демократической Республики Конго. Мадагаскар дошёл до четвертьфинала турнира, в котором уступил сборной Туниса.

### Статистика игр за сборную
По состоянию на 30 марта 2021 года
| Мадагаскар |      |      |
| Год        | Игры | Голы |
| 2005       | 1    | 1    |
| 2006       | 3    | 0    |
| 2007       | 5    | 5    |
| 2008       | 4    | 0    |
| 2009       | 0    | 0    |
| 2010       | 2    | 0    |
| 2011       | 0    | 0    |
| 2012       | 1    | 0    |
| 2013       | 0    | 0    |
| 2014       | 2    | 1    |
| 2015       | 4    | 1    |
| 2016       | 3    | 1    |
| 2017       | 4    | 2    |
| 2018       | 6    | 1    |
| 2019       | 10   | 2    |
| 2020       | 0    | 0    |
| 2021       | 2    | 0    |
| Итого      | 49   | 14   |

### Голы за сборную
Голы и результаты сборной Мадагаскара указаны первыми
| №  | Дата            | Стадион                                                      | Соперник              | Счёт | Результат | Турнир                                          |
| -- | --------------- | ------------------------------------------------------------ | --------------------- | ---- | --------- | ----------------------------------------------- |
| 1  | 23 октября 2005 | Муниципальный стадион «Махамасина», Антананариву, Мадагаскар | Маврикий              | 2:0  | 2:0       | Товарищеский матч                               |
| 2  | 29 апреля 2007  | «Машава», Мапуту, Мозамбик                                   | Сейшельские Острова   | 5:0  | 5:0       | Кубок КОСАФА 2007                               |
| 3  | 14 октября 2007 | Муниципальный стадион «Махамасина», Антананариву, Мадагаскар | Коморы                | 1:1  | 6:2       | Отборочные матчи к чемпионату мира 2010         |
| 4  | 14 октября 2007 | Муниципальный стадион «Махамасина», Антананариву, Мадагаскар | Коморы                | 2:1  | 6:2       | Отборочные матчи к чемпионату мира 2010         |
| 5  | 14 октября 2007 | Муниципальный стадион «Махамасина», Антананариву, Мадагаскар | Коморы                | 3:1  | 6:2       | Отборочные матчи к чемпионату мира 2010         |
| 6  | 14 октября 2007 | Муниципальный стадион «Махамасина», Антананариву, Мадагаскар | Коморы                | 4:2  | 6:2       | Отборочные матчи к чемпионату мира 2010         |
| 7  | 18 мая 2014     | Муниципальный стадион «Махамасина», Антананариву, Мадагаскар | Уганда                | 1:0  | 2:1       | Отборочные матчи к Кубку африканских наций 2015 |
| 8  | 23 ноября 2015  | Муниципальный стадион «Махамасина», Антананариву, Мадагаскар | Сенегал               | 1:0  | 2:2       | Отборочные матчи к чемпионату мира 2018         |
| 9  | 28 марта 2016   | «Бартелеми Боганда», Банги, Центральноафриканская Республика | ЦАР                   | 1:0  | 1:2       | Отборочные матчи к Кубку африканских наций 2017 |
| 10 | 9 июня 2017     | «Эль-Обейд», Эль-Обейд, Судан                                | Судан                 | 1:0  | 3:1       | Отборочные матчи к Кубку африканских наций 2019 |
| 11 | 9 июня 2017     | «Эль-Обейд», Эль-Обейд, Судан                                | Судан                 | 3:1  | 3:1       | Отборочные матчи к Кубку африканских наций 2019 |
| 12 | 13 октября 2018 | «Стадион в Бата», Бата, Экваториальная Гвинея                | Экваториальная Гвинея | 1:0  | 1:0       | Отборочные матчи к Кубку африканских наций 2019 |
| 13 | 2 июня 2019     | «Жози Бартель», Люксембург, Люксембург                       | Люксембург            | 1:1  | 3:3       | Товарищеский матч                               |
| 14 | 7 июля 2019     | «Александрия», Александрия, Египет                           | ДР Конго              | 2:1  | 2:2       | Кубок африканских наций 2019                    |